# Massiccio della Vanoise
Il massiccio della Vanoise è una parte delle Alpi Graie francesi. Il massiccio si trova totalmente nel dipartimento della Savoia.

## Definizione
In origine il massiccio veniva inteso come la parte di montagne a sud del colle della Vanoise.
In alcune definizioni il massiccio viene inteso in senso molto ampio fino a coincidere con le Alpi della Vanoise e del Grand Arc.
Secondo la SOIUSA il massiccio della Vanoise è una sottosezione alpina con la seguente classificazione:
- Grande parte = Alpi Occidentali
- Grande settore = Alpi Sud-occidentali
- Sezione = Alpi Graie
- Sottosezione = Alpi della Vanoise e del Grand Arc
- Supergruppo = Massiccio della Vanoise
- Codice = I/B-7.II-D

La SOIUSA definisce il massiccio come un supergruppo delle Alpi della Vanoise e del Grand Arc e lo vede suddiviso in due gruppi e cinque sottogruppi:
- Gruppo del Dôme de Chasseforêt (D.8)
  - Nodo del Mont Pelve (D.8.a)
  - Nodo del Dôme de Chasseforêt (D.8.b)
- Gruppo Dôme de l'Arpont-Dent Parrachée (D.9)
  - Gruppo del Dôme de l'Arpont (D.9.a)
  - Gruppo della Dent Parrachée (D.9.b)
  - Cresta della Punta de l'Echelle (D.9.c)

## Delimitazioni
Il massiccio resta così delimitato:

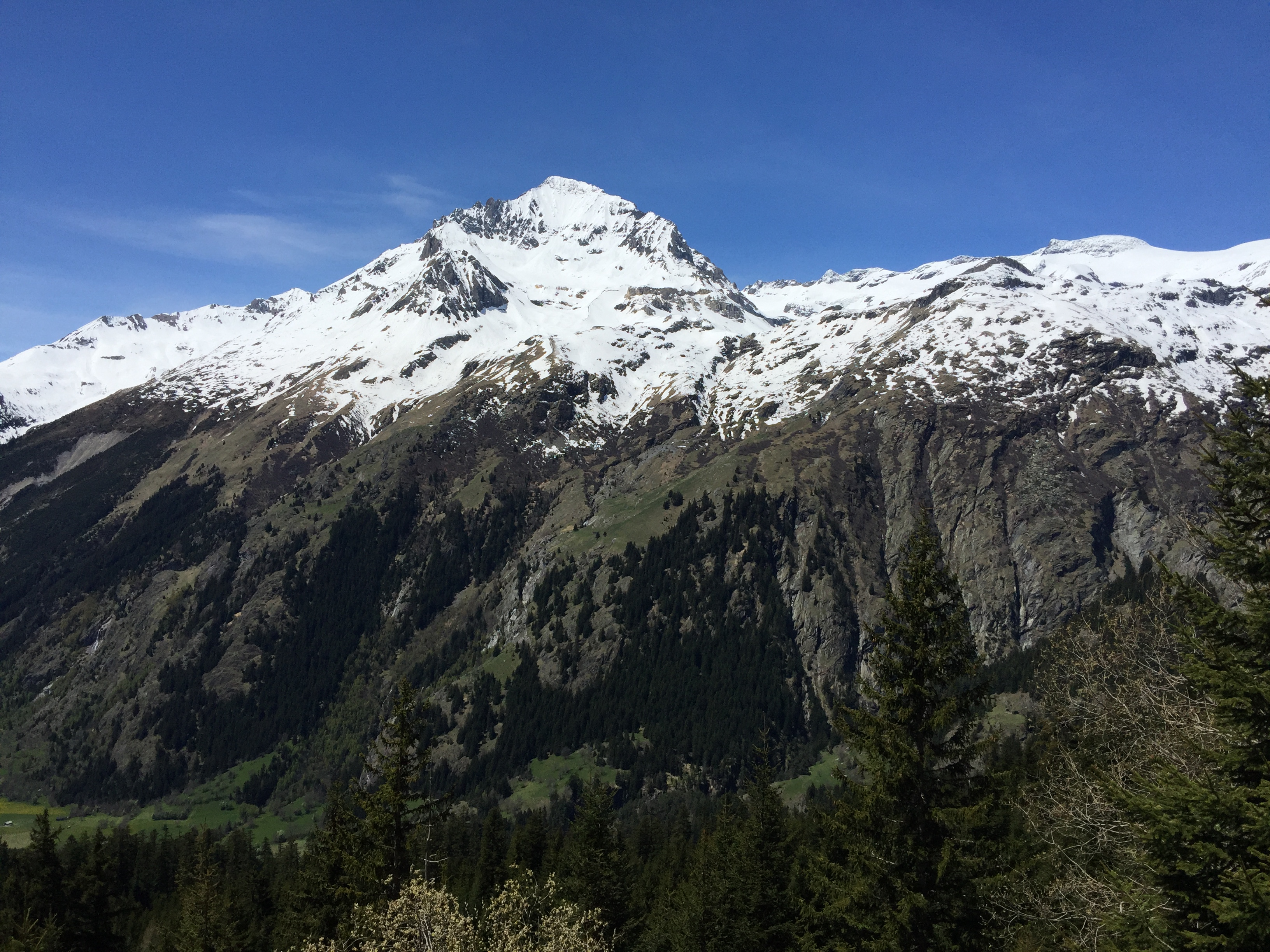
Dent Parrachée

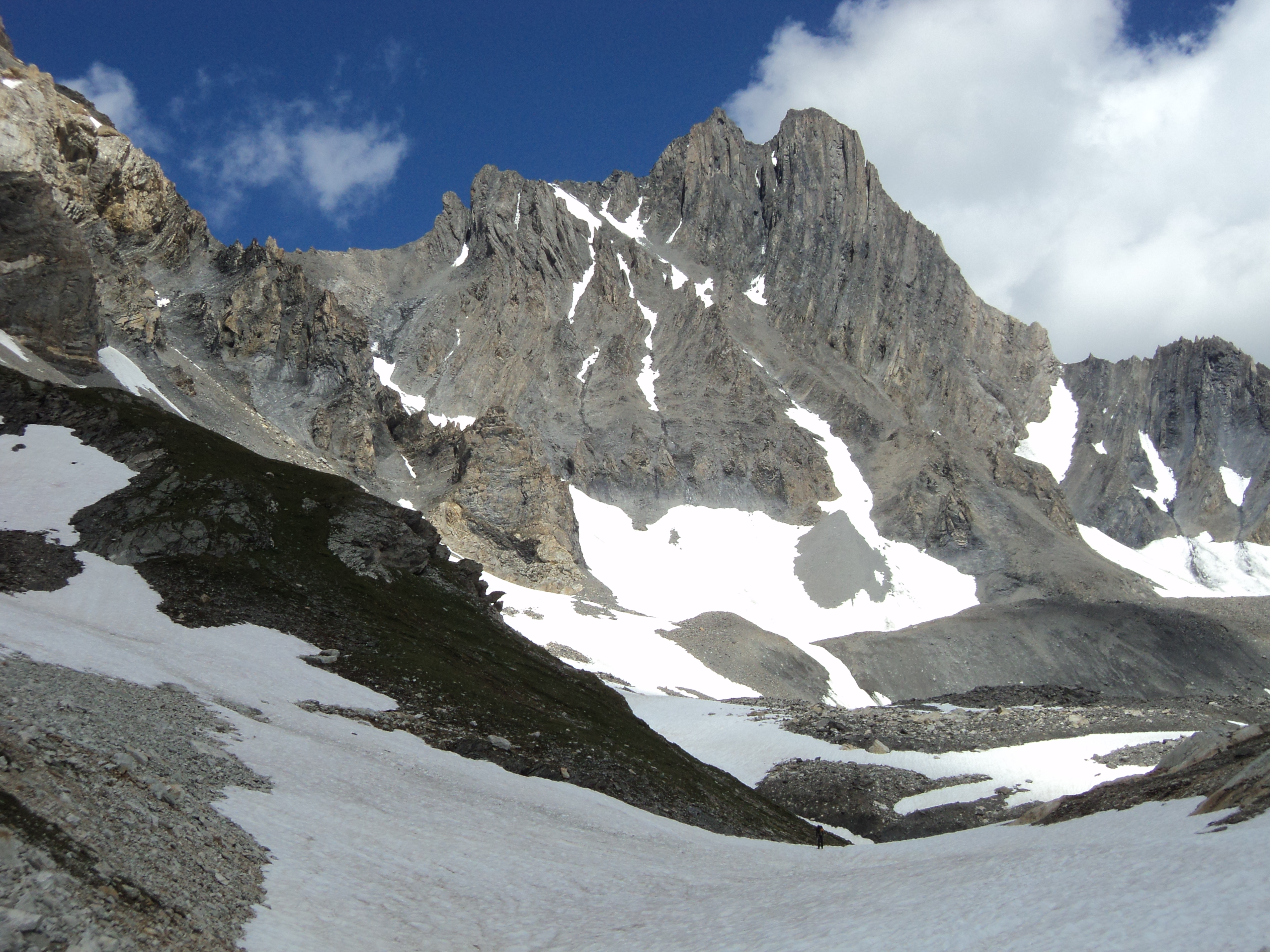
Pointe de la Fournache

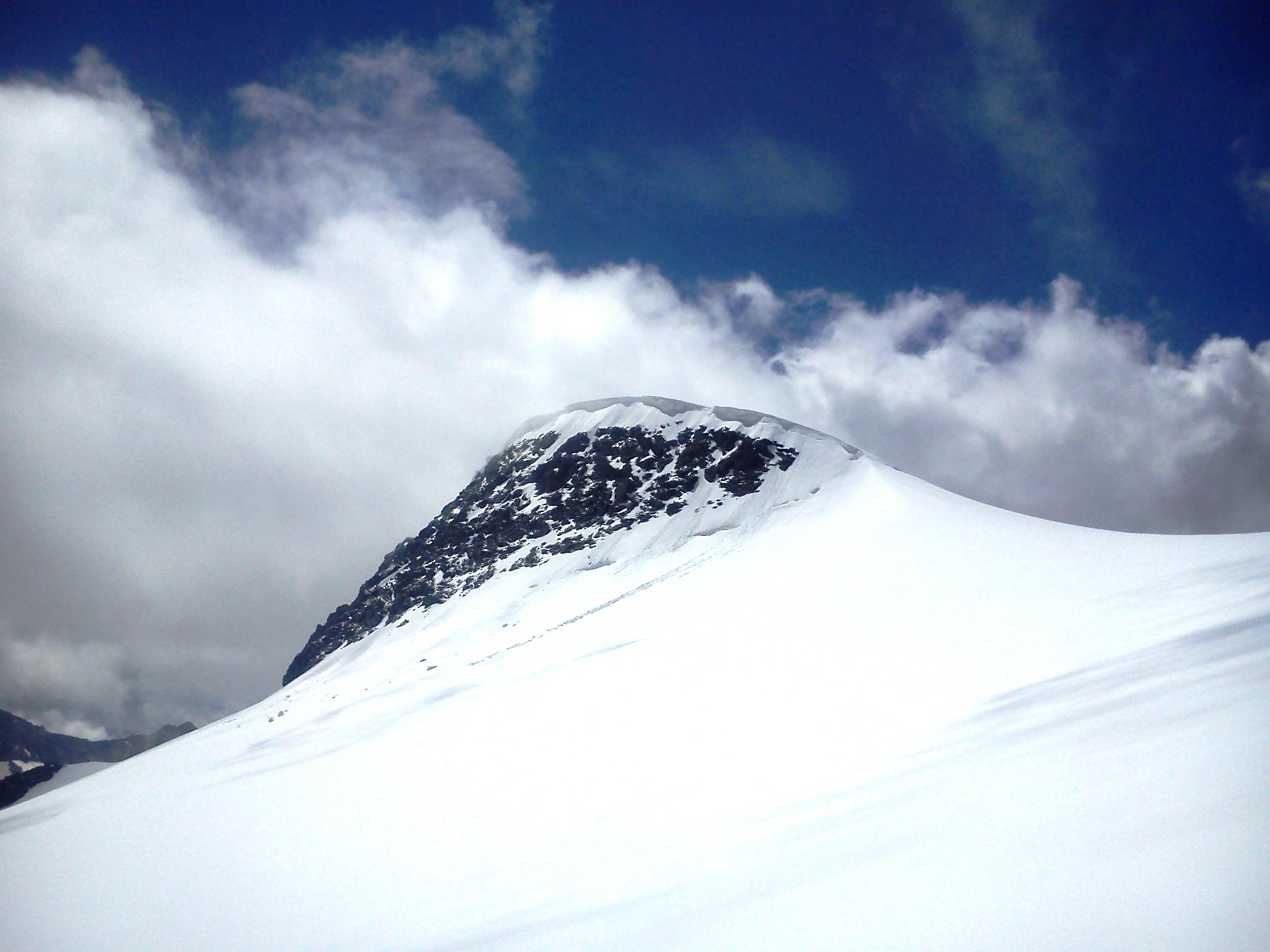
Dôme de l'Arpont

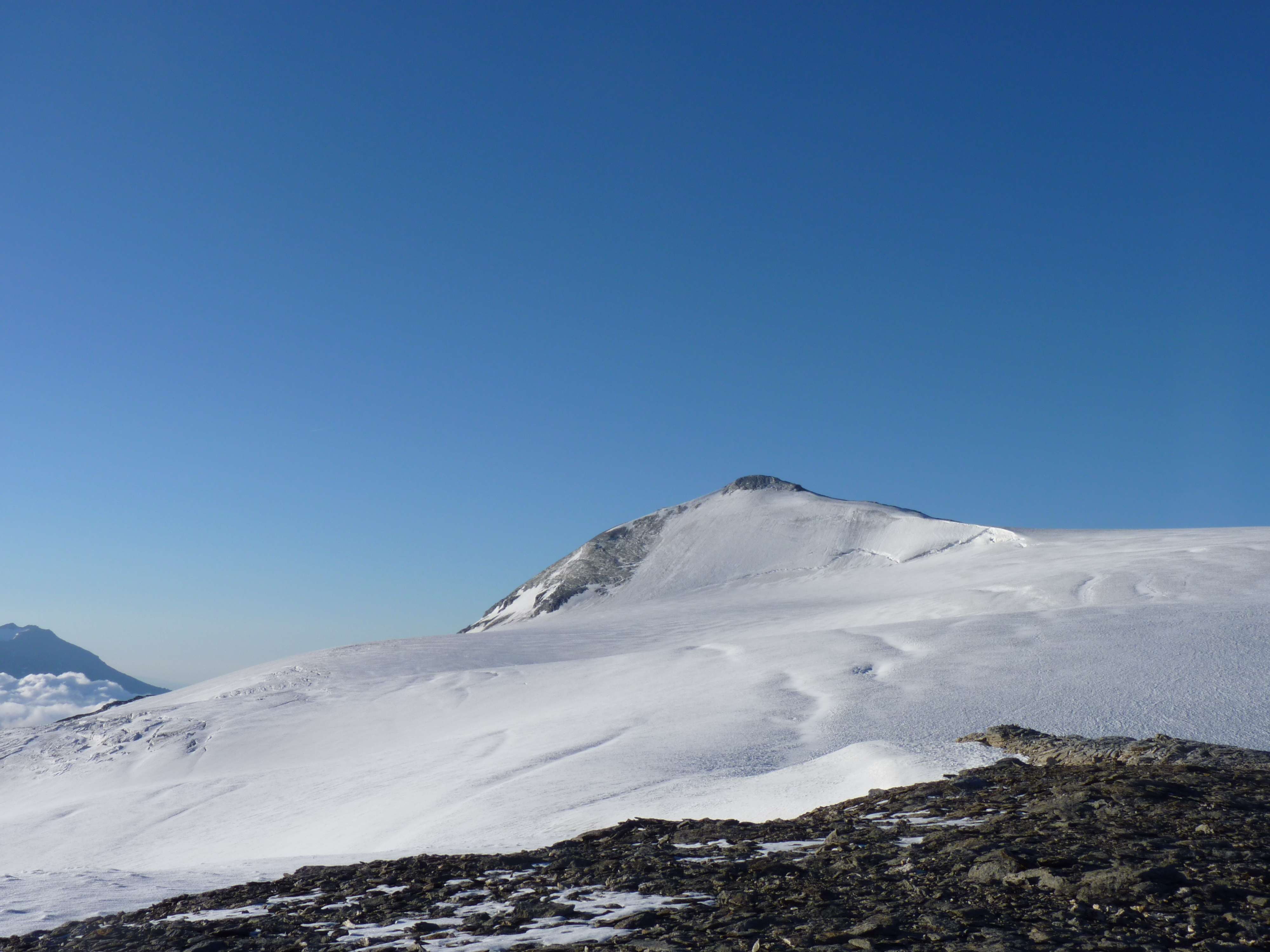
Dôme de Chasseforêt

- a nord dal Massiccio della Grande Casse (nella stessa sottosezione alpina) e separato dal colle della Vanoise;
- ad est dal Massiccio dell'Iseran (nella stessa sottosezione alpina) e separato dal fiume Le Doron de Termignon;
- a sud-est e sud dalle Alpi del Moncenisio (nelle Alpi Cozie) e separato dal corso del fiume Arc;
- ad ovest dal Massiccio Gébroulaz (nella stessa sottosezione alpina) e separato dalla linea immaginaria Modane-Pralognan-la-Vanoise.

Il massiccio è completamente coperto dal parco nazionale della Vanoise.

## Vette
Le vette principali del massiccio sono:
- Dent Parrachée - 3697 m
- Pointe de la Fournache - 3642 m
- Dôme de l'Arpont - 3601 m
- Dôme de Chasseforêt - 3586 m
- Dôme des Nants - 3570 m
- Pointe du Génépy - 3551 m
- Pointe de Labby - 3521 m
- Punta de l'Echelle - 3432 m
- Punta del Bouchet  - 3416 m
- Dôme de Sonnailles - 3361 m
- Roche Chevrière - 3282 m
- Mont Pelve - 3261 m
- Pointe de la Réchasse - 3223 m
- Pointe du Dard - 3206 m
- Pointe de l'Observatoire - 3016 m
- Aiguille de la Vanoise - 2796 m
- Le Grand Marchet - 2651 m

## Ghiacciai

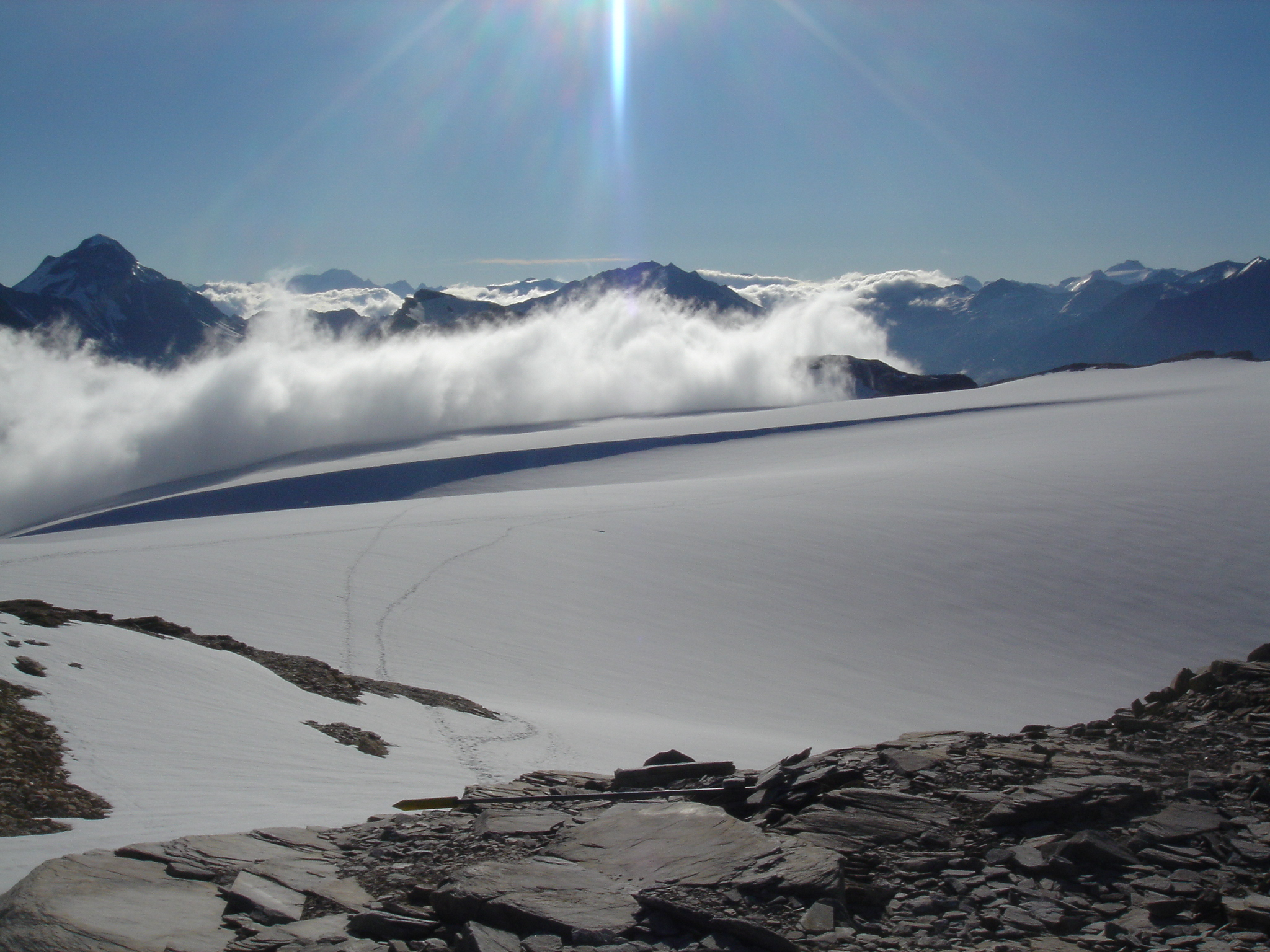
I Glaciers de la Vanoise visti dalla Pointe du Dard.

I principali ghiacciai del massiccio sono:
- Glaciers de la Gurraz
- Glacier de la Savinaz
- Glacier de la Grande Motte
- Glacier de Prémou
- Glacier des Volnets
- Glacier de la Grande Casse
- Glacier de la Leisse
- Glacier des Fours
- Glacier de Méan Martin
- Glacier du Vallonnet
- Glaciers de la Vanoise (Glacier du Pelve, Glacier de l'Arpont, Glacier de la Mahure)
- Glacier de Gébroulaz
- Glacier de Thorens
- Glacier du Bouchet
- Glacier de Chavière
- Glacier de Polset
- Glacier du Geay